# МКС-55
МКС-55 — пятьдесят пятая долговременная экспедиция Международной космической станции (МКС). Начало экспедиции — это момент отстыковки от станции корабля «Союз МС-06» 27 февраля 2018 года, 23:08 UTC. В состав экспедиции вошёл экипаж корабля «Союз МС-07» из 3 человек, ранее прибывших на станцию и работавших в предыдущей экспедиции МКС-54. Позже экспедиция пополнилась экипажем космического корабля «Союз МС-08» (с 23 марта 2018 года, 19:40 UTC). С этого момента в экспедиции работало 6 человек. Завершилась экспедиция в момент отстыковки от станции корабля «Союз МС-07» 3 июня 2018 года, 09:16 UTC. В этот момент экипаж пилотируемого корабля миссии «Союз МС-08» начал работу экспедиции МКС-56.

## Экипаж
В скобках рядом с именем космонавта указано количество космических полётов космонавта, включая данный полёт.
| Должность   | Первая часть (с 27 февраля по 23 марта 2018) | Вторая часть (с 23 марта по 3 июня 2018) | № полёта | Корабль доставки |
| ----------- | -------------------------------------------- | ---------------------------------------- | -------- | ---------------- |
| Командир    | Антон Шкаплеров                              | Антон Шкаплеров                          | 3        | Союз МС-07       |
| Бортинженер | Скотт Тингл                                  | Скотт Тингл                              | 1        | Союз МС-07       |
| Бортинженер | Норисигэ Канаи                               | Норисигэ Канаи                           | 1        | Союз МС-07       |
| Бортинженер |                                              | Олег Артемьев                            | 2        | Союз МС-08       |
| Бортинженер |                                              | Эндрю Фьюстел                            | 3        | Союз МС-08       |
| Бортинженер |                                              | Ричард Арнольд                           | 2        | Союз МС-08       |

## Ход экспедиции

### Выходы в открытый космос
1. 29 марта 2018 года,  Эндрю Фьюстел и  Ричард Арнольд, из модуля Квест, длительность 6 часов 10 минут, установка двух антенн EWC на модуле Транквилити[1].
2. 16 мая 2018 года,  Эндрю Фьюстел и  Ричард Арнольд, из модуля Квест, длительность 6 часов 31 минута, перемещение блока управления насосами[2].

### Принятые грузовые корабли
1. SpaceX CRS-14, запуск 2 апреля 2018 года, стыковка 4 апреля 2018 года.
2. Cygnus CRS OA-9E, запуск 21 мая 2018 года, стыковка 24 мая 2018 года.